# Cour des comptes (Côte d'Ivoire)
Pour les articles homonymes, voir Cour des comptes.
La Cour des comptes située à Abidjan est une juridiction administrative ivoirienne, chargée principalement de juger la régularité des comptes publics, contrôler l'usage des fonds publics par les ordonnateurs, les entreprises publiques, la Sécurité sociale, les organismes privés bénéficiant d'une aide de l'État ou faisant appel à la générosité du public, d'informer le Parlement, le Gouvernement et l'opinion publique sur la régularité des comptes. Elle se charge aussi de vérifier les comptes des hommes du gouvernement, des maires, des préfets et surtout du président de la République depuis la constitution du premier août 2000 en vue d'assurer la transparence.
Elle a remplacé la chambre des comptes de la Cour suprême, qui a été dissoute en 1998 et dont sont également issus la Cour de cassation et le Conseil d'État.

## Siège
Le Vice-président de la république, Tiémoko Meyliet Koné, procède, ce mardi 26 novembre 2024, à Abidjan, à l’inauguration du nouveau siège de la Cour des comptes, sis aux II-Plateaux, 7e Tranche. Bâti sur un terrain d’une superficie totale de 3600m2, le nouveau siège de la Cour des Comptes est composé de deux blocs distincts, dont le bâtiment principal de 3 étages, inauguré ce jour, et un bâtiment annexe de deux étages, dont la livraison est prévue en décembre 2025,,.